# Arganöl
Das Arganöl (auch Arganienöl) ist ein Speiseöl, das aus den Samenplättchen der reifen Beerenfrucht des Arganbaums (Argania spinosa) durch Pressung gewonnen wird.
Die ausschließlich im Südwesten Marokkos gelegenen Gebiete der Arganeraie wurden im Jahr 1998 durch die UNESCO zum Biosphärenreservat erklärt. Vorangegangen waren Projekte zur Erhaltung der traditionellen Bewirtschaftung, der handwerklichen Ölgewinnung und der Erhaltung der Kultur der Berber im Zusammenhang mit dem Arganbaum, beauftragt vom marokkanischen Königshaus und durchgeführt von der deutschen Entwicklungshilfegesellschaft GTZ. Die jahrhundertealten Kenntnisse und Praktiken zur Nutzung des Baumes und seiner Früchte wurden im November 2014 als Immaterielles Kulturerbe der Menschheit anerkannt.

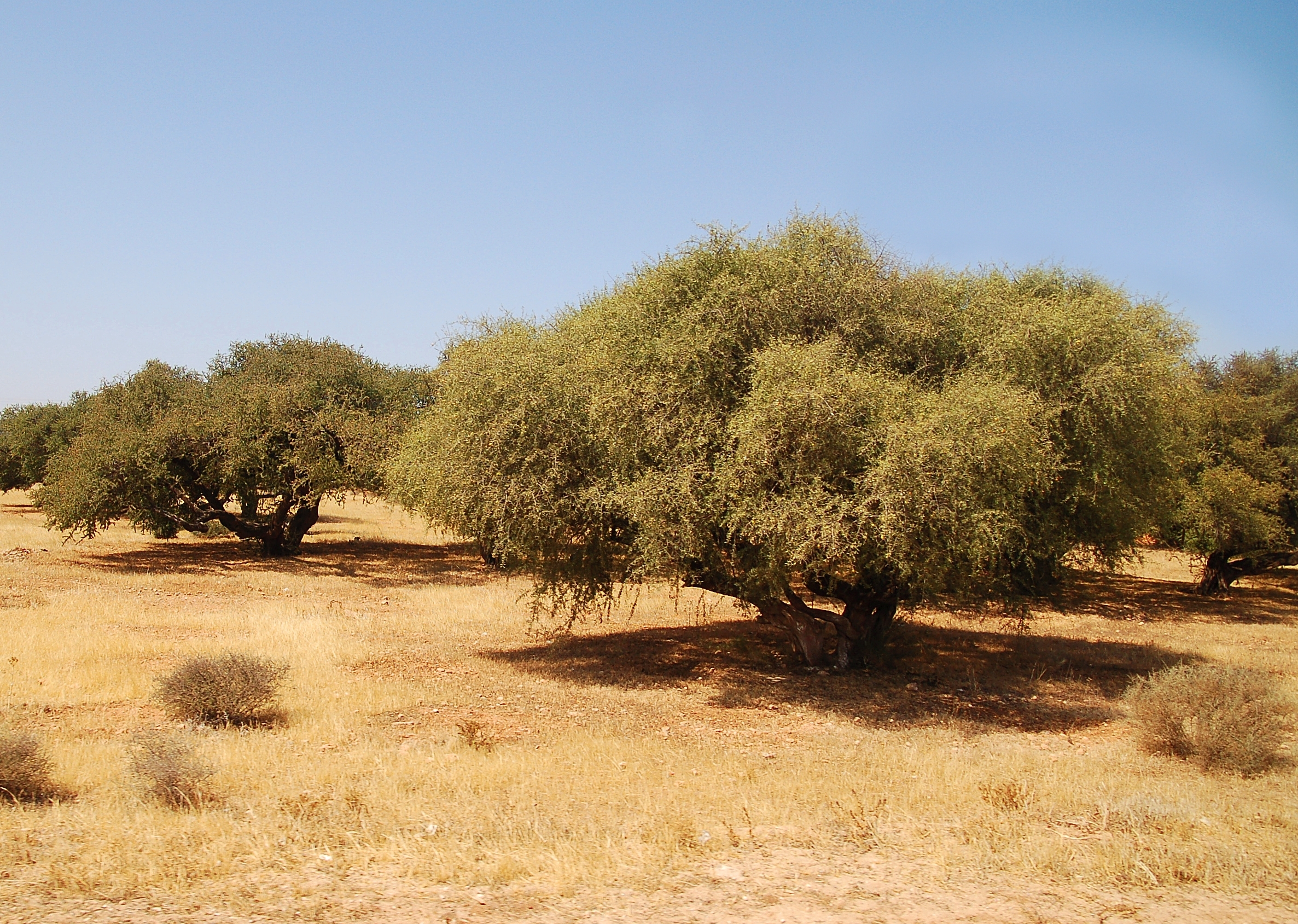
Arganbäume in Südmarokko

## Ölherstellung

### Traditionelle Ernte und Handpressung

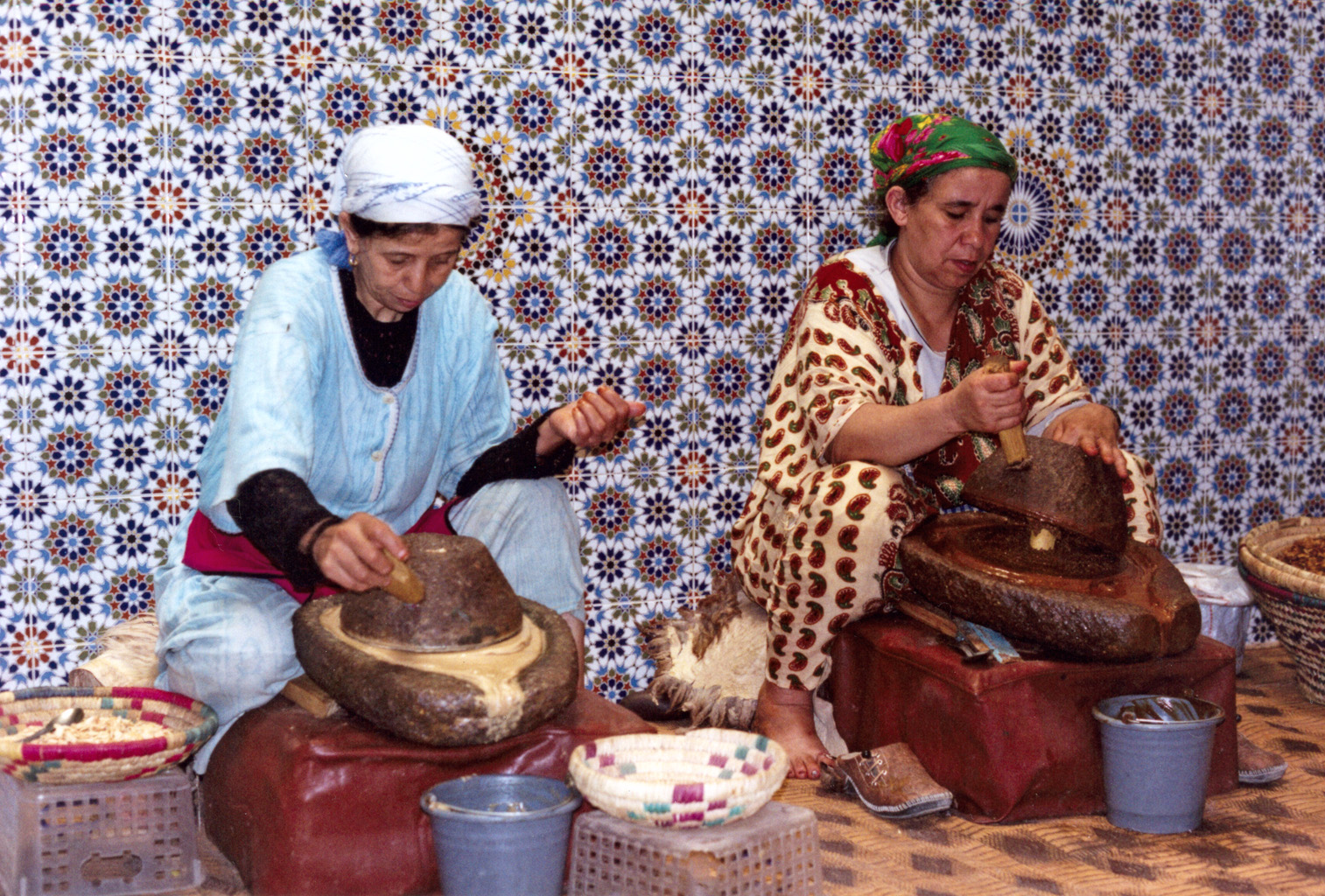
Traditionelle Herstellung von Arganöl

Die bereits am Baum getrockneten und heruntergefallenen Früchte werden im Sommer, je nach Höhe und daraus resultierender Reifezeit im Juli/August/September, traditionell von Frauen per Hand vom Boden aufgelesen, da sie wegen der vielen Dornen und des dichten Astwerks nicht vom Baum heruntergeschlagen werden können.
Das Sammeln und Verarbeiten der Arganfrüchte ist von jeher Frauensache. Die vom Boden aufgelesenen Früchte werden in Säcke (früher in Körbe oder Tragetaschen aus geflochtenen Palmblättern) gefüllt und mit Hilfe von Karren nach Hause, früher auch in die Agadire, transportiert und dort bis zum Beginn der Weiterverarbeitung gelagert. Bei dieser wird zuerst das Fruchtfleisch entfernt; dabei werden fehlerhafte und faule Kerne aussortiert. Die harten Kerne werden danach mit Hilfe von zwei Steinen aufgeklopft. Die darin enthaltenen Samenplättchen werden entfernt und angeröstet. Anschließend werden die „Mandeln“ von Hand in einer Stein- oder Metallmühle zermahlen. Unter Zugabe von abgekochtem Wasser wird dann das gewonnene Mandel-Mus zu einem Brei, der so lange gerührt und geknetet wird, bis das Öl in einem kleinen Rinnsal aus der Masse austritt.
Bei der Röstung der Samenplättchen entstehen wie auch bei der Herstellung von Kürbiskernöl charakteristische Aromastoffe; darüber hinaus werden die Bitterstoffe reduziert. Es ist aber auch Öl aus ungerösteten Samen im Handel.
Das getrocknete Fruchtfleisch und die Schalen der Kerne finden zumeist als Brennmaterial im Backofen Verwendung; der getrocknete Presskuchen wird an die Ziegen verfüttert.
Die Handpressung von Arganöl ist wesentlich zeitaufwendiger als die Herstellung mit Hilfe von Pressmaschinen. Zur Gewinnung eines Liters handgepressten Arganöls sind etwa zwei Tage Arbeit erforderlich. Auch der Einsatz der Früchte ist deutlich höher; zur Produktion eines Liters werden etwa 30 Kilogramm Früchte benötigt, also die Ernte von 4 bis 5 Bäumen. Dies erklärt den hohen Preis. Da die Kooperativen der UCFA (Union des Coopératives des femmes de l’Arganeraie) für die eigene Vermarktung arbeiten, bleibt die Wertschöpfung ihrer Arbeit bei den Frauen.

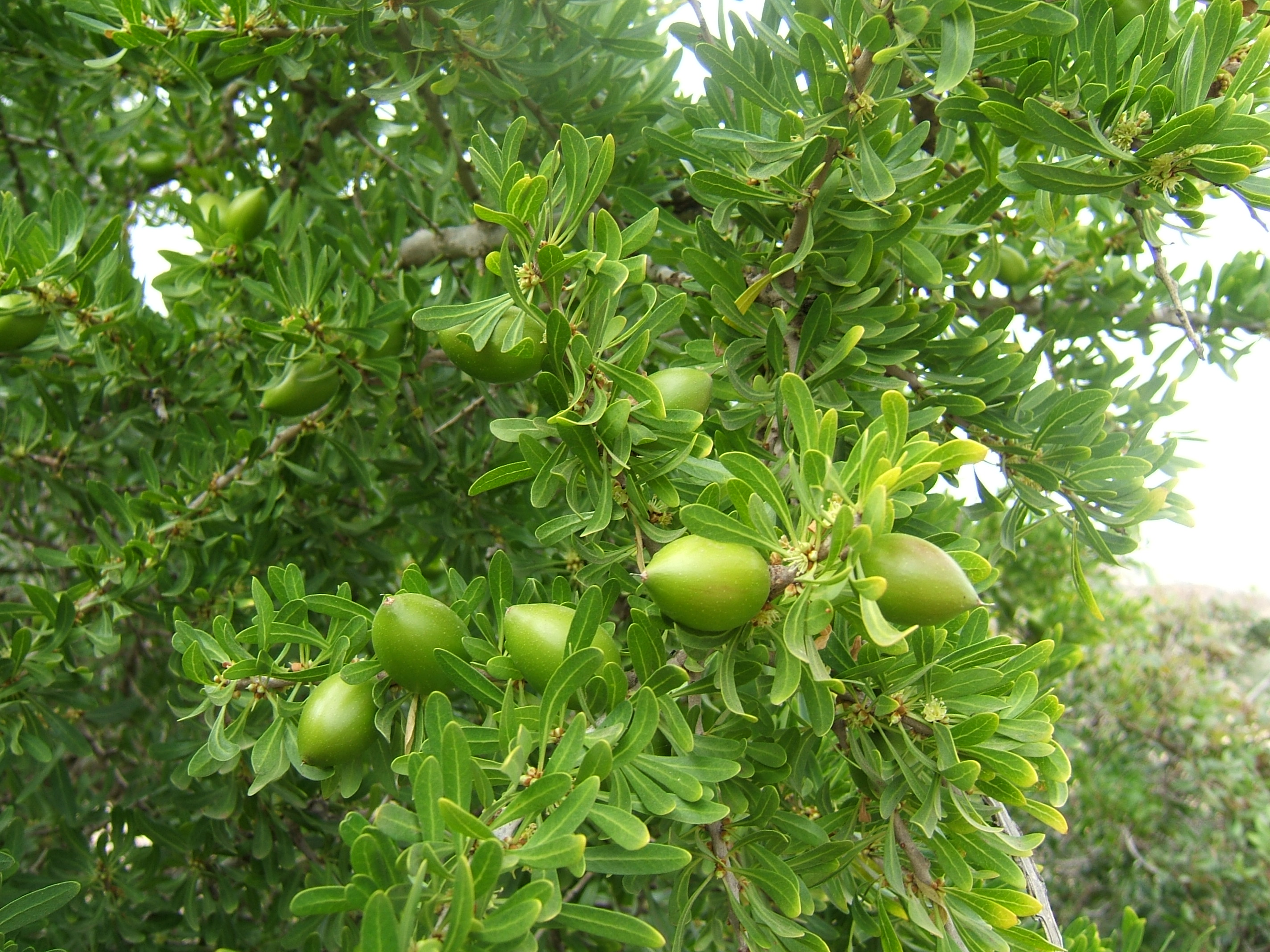
Unreife Argan-Früchte am Baum
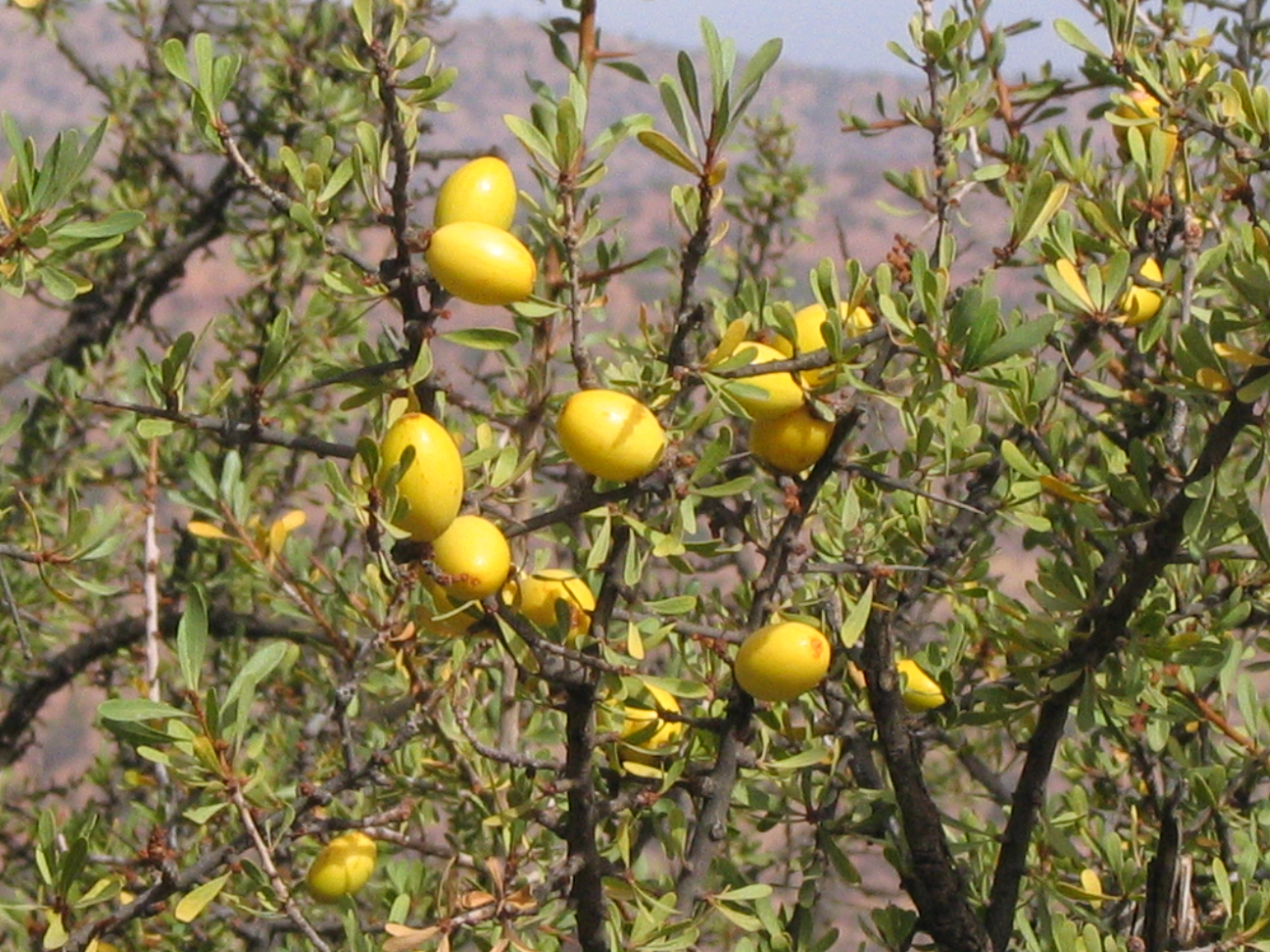
Reifende Früchte und Blattwerk
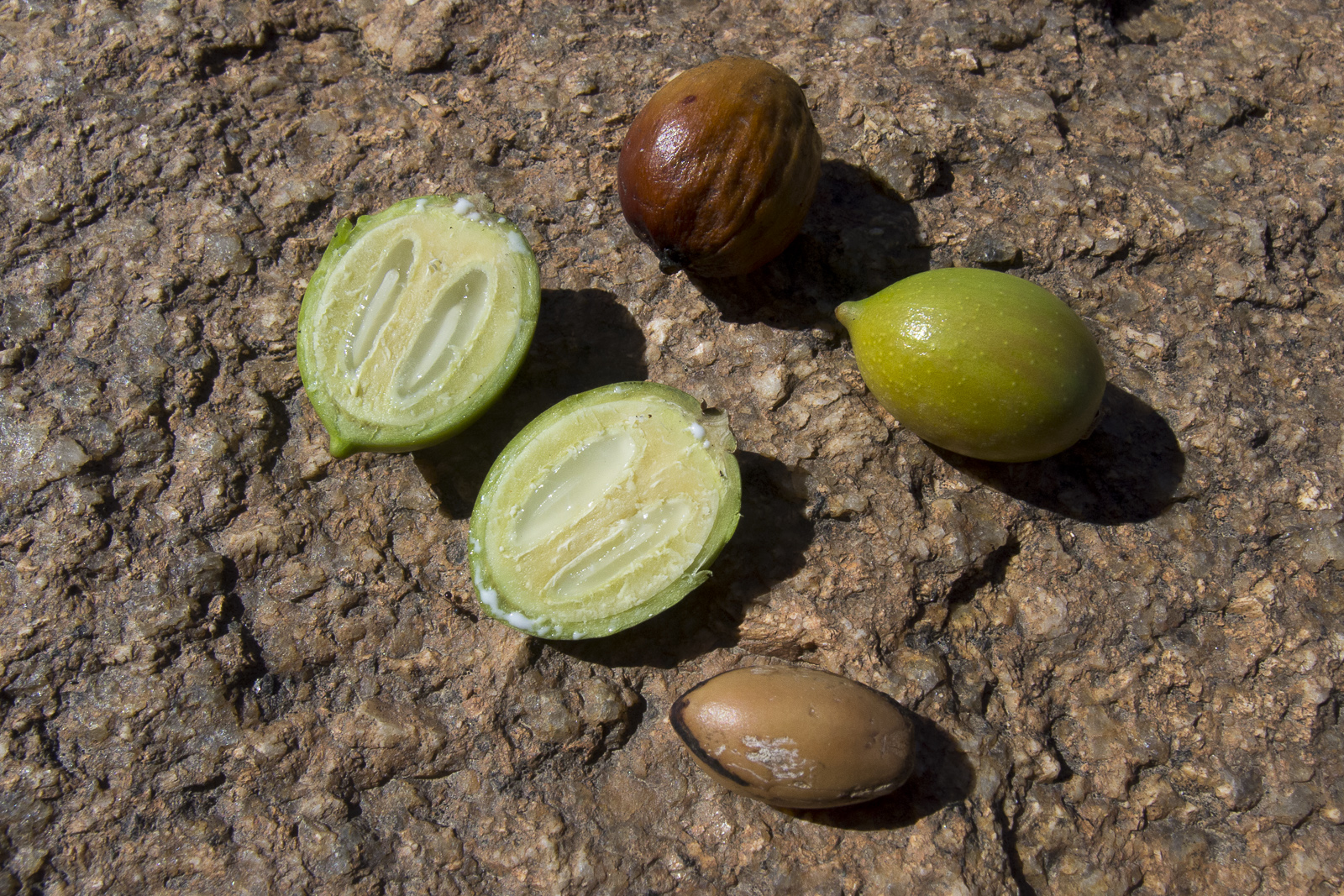
Frucht im Querschnitt
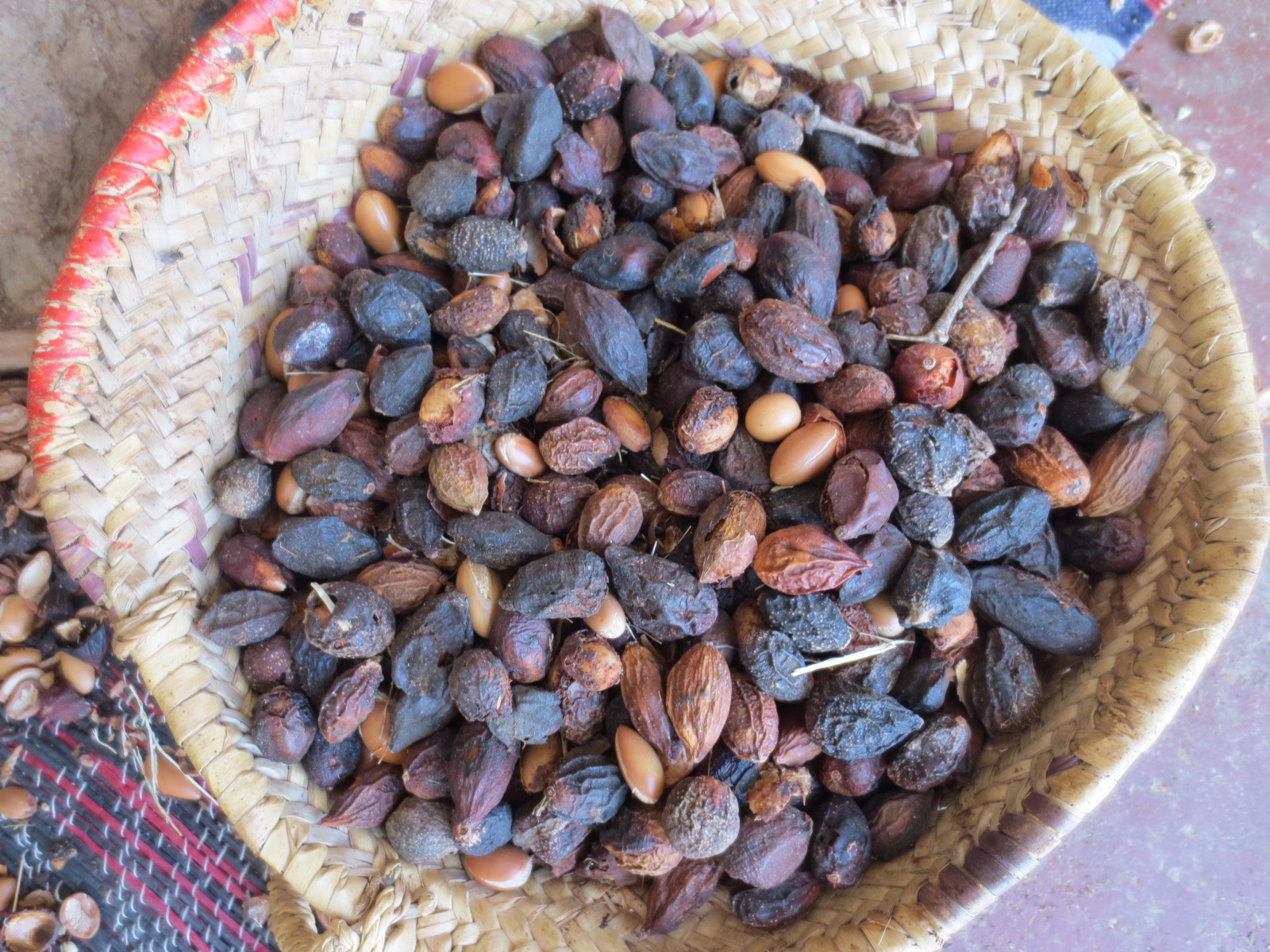
Trockene Früchte und Kerne
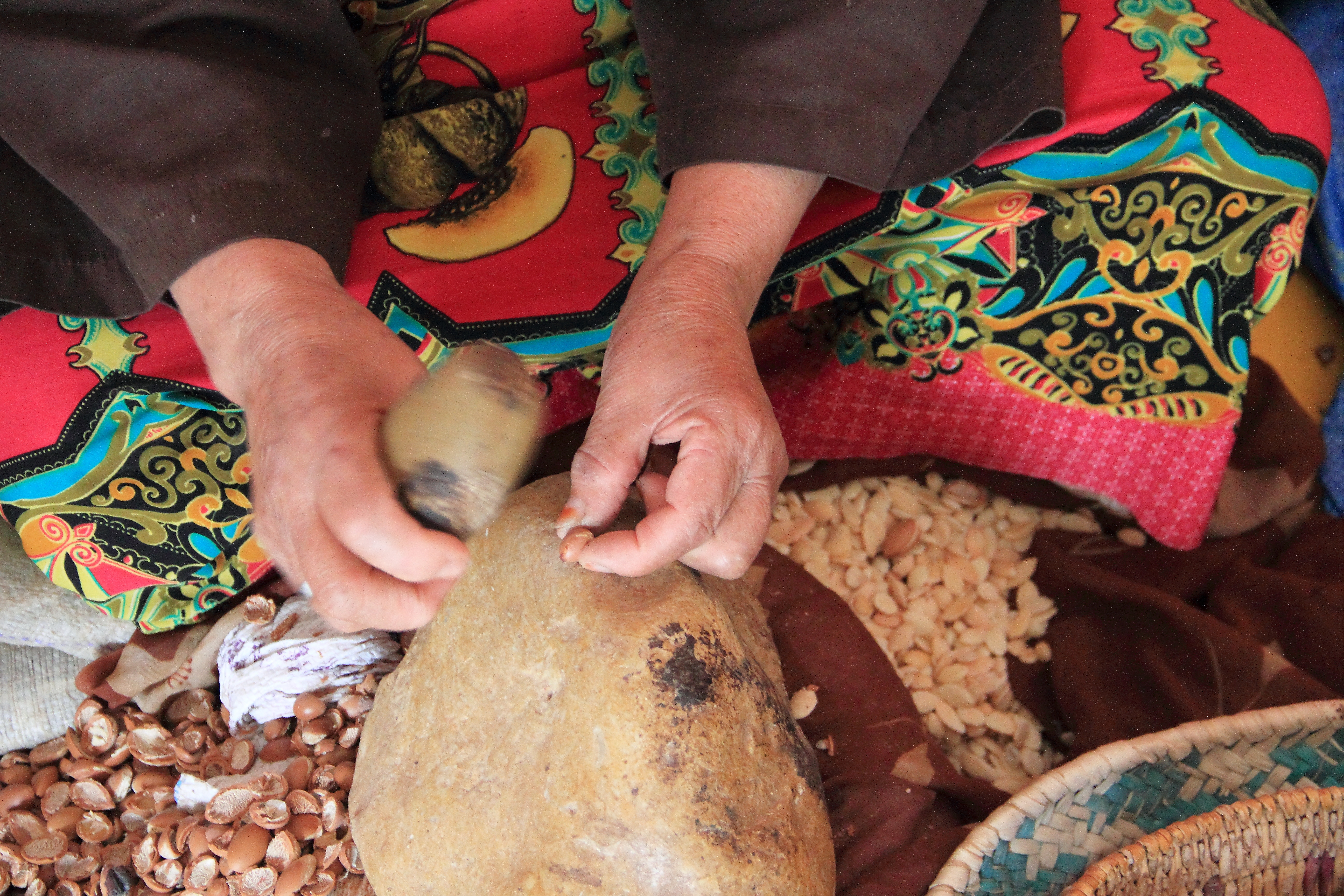
Knacken der Argannüsse
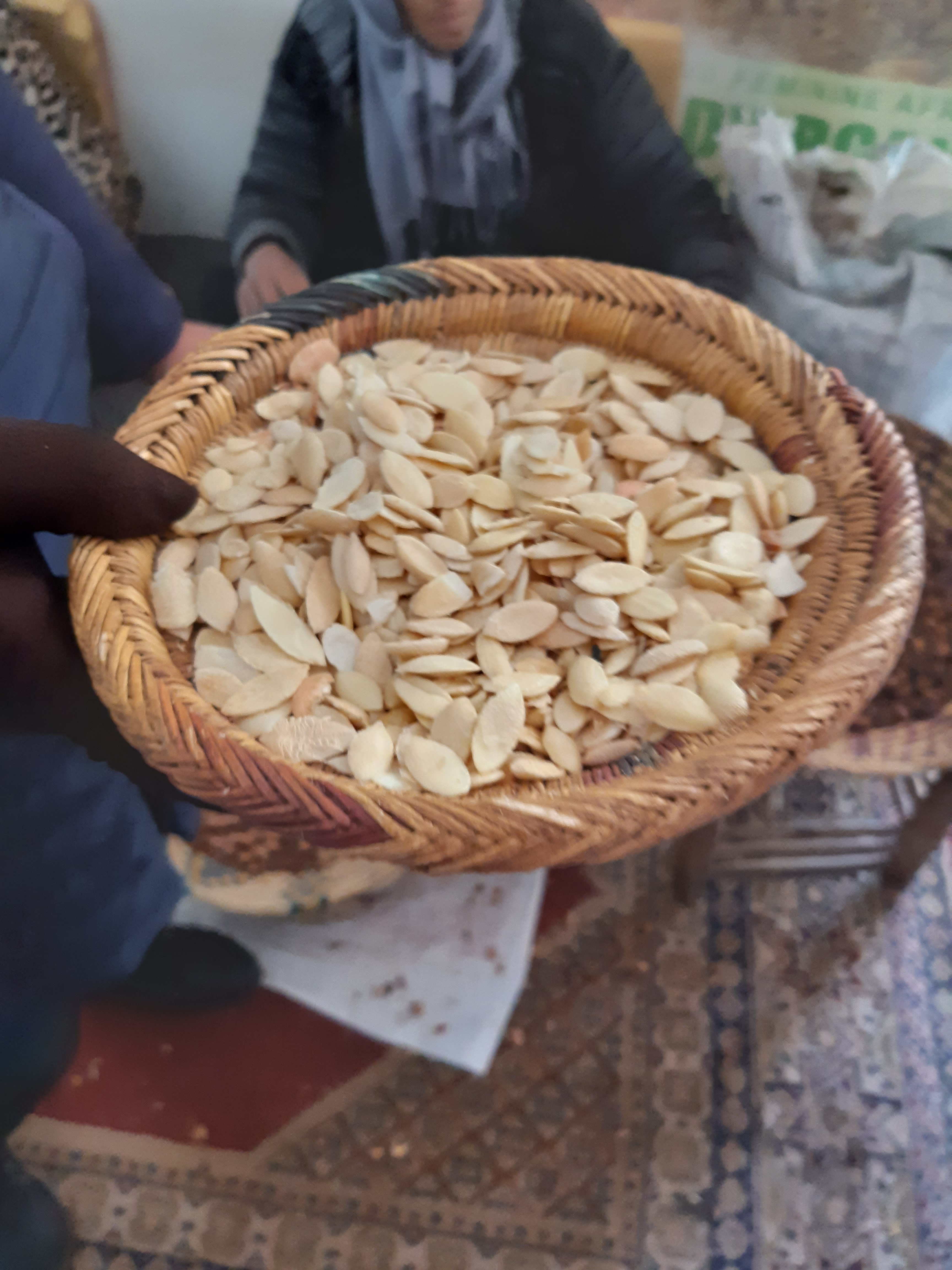
Samenplättchen
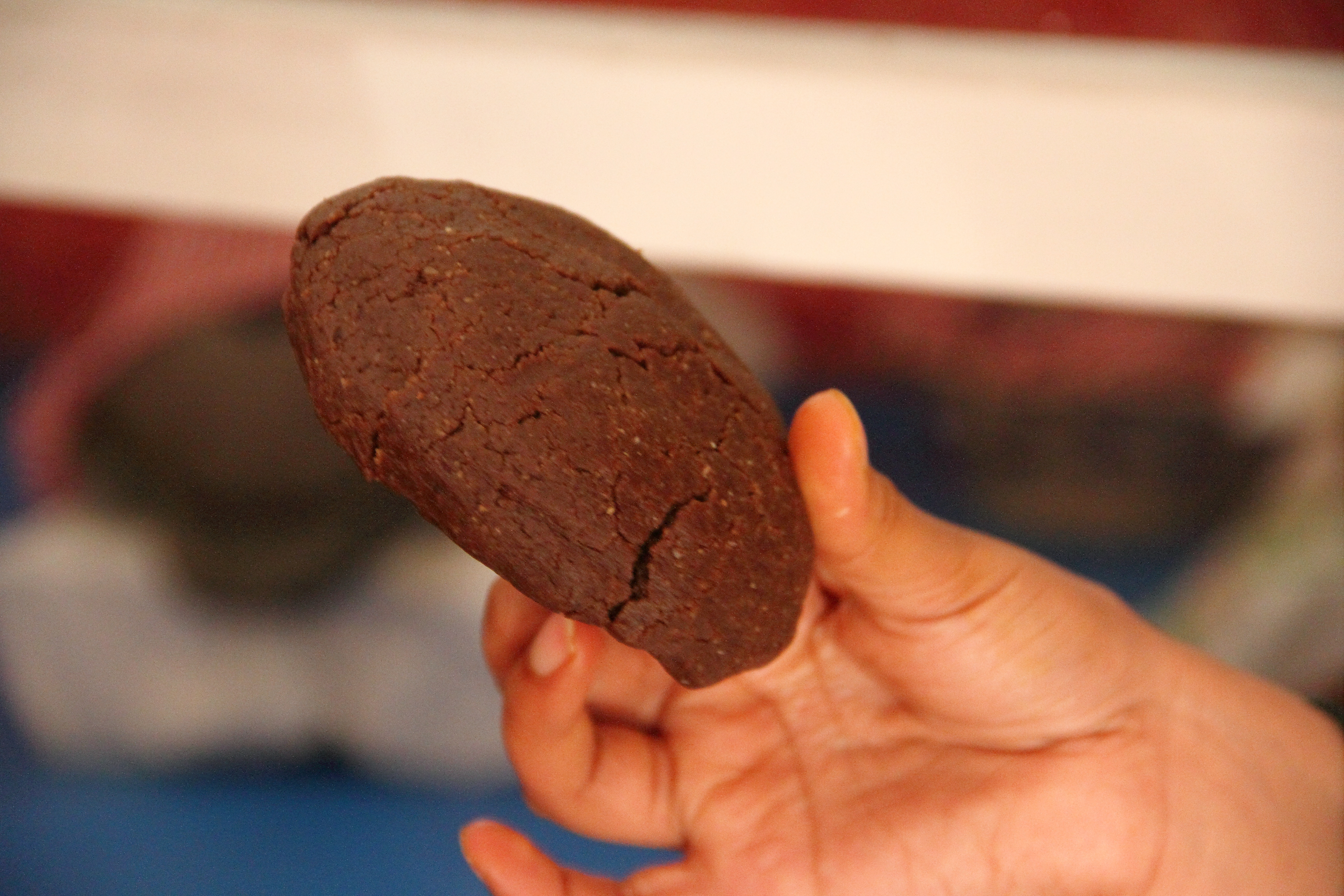
Trockener Presskuchen

### Maschinelle Ernte und Verarbeitung
In den 1990er Jahren begann in Marokko die Industrialisierung der Arganölgewinnung. In den Fabriken von Casablanca und Agadir wird Öl aus Arganmandeln gewonnen. In der Folge ging für viele Familien ein bedeutendes Einkommen verloren, da für die Frauen in den ländlichen Regionen der Verdienst aus der Ölherstellung durch manuelle Gewinnung eine wichtige Rolle spielt. Der marokkanische Staat unterstützte in der Folge die Gründung der UCFA. In dieser Organisation sorgen etwa 22 Kooperativen mit mehr als 1000 Frauen dafür, dass die Tradition des handgepressten Arganöls erhalten bleibt. Vom Verkauf des Öls können die rund 6000 Familienangehörigen in den Dörfern leben, und die Familienverbände bleiben erhalten, weil keine Notwendigkeit besteht, in städtischen Fabriken zu arbeiten. Mit der Entdeckung des Arganöls für die Kosmetikindustrie, als Bestandteil von Pflegeprodukten, kann darüber hinaus langfristig eine Nachfrage für die Produkte der Kooperativen geschaffen werden.
Die Auswirkungen der steigenden Nachfrage und die sozialen Folgen des industriell-maschinell gepressten Arganöls sowie die eingeleitete Gegenbewegung der Frauenkooperativen sind Gegenstand einer im Mai 2006 durchgeführten Studie der GTZ.

### Extraktion mit Lösungsmitteln
Für den Laborbedarf oder für industrielle Zwecke wird die Extraktion oft mit einem flüchtigen lipophilen Lösungsmittel durchgeführt. Nachdem sich das Lösungsmittel verflüchtigt hat, erhält man 50 bis 55 % des Öls. Wegen der ungünstigen organoleptischen Eigenschaften des Öls wird diese Art der Ölgewinnung nur für kosmetische Zwecke genutzt. Das durch Lösungsmittelextraktion gewonnene Öl wird durch kurze Destillation bei vermindertem Druck und einer Temperatur von 270 °C zum sogenannten „enriched argan oil“, das ebenfalls in der Kosmetik Verwendung findet. Ergebnis dieses Verfahrens ist ein Öl, das dreimal so viele nichtverseifbare Anteile enthält wie das durch Pressen erzeugte Öl. Dieses sogenannte desodorierte oder auch raffinierte Arganöl findet keine Verwendung in der zertifizierten Naturkosmetik, da dort keine desodorierten (chemisch behandelten) Öle verwendet werden dürfen.

## Zusammensetzung und Eigenschaften
Arganöl hat einen nuss-, moschusartigen, leicht rauchigen Geschmack. Es ist ein vergleichsweise teures Speiseöl. Arganöl wird sowohl in der Gastronomie als auch in der Kosmetik und Haarpflege verwendet.

### Fettsäuren

Allgemeine chemische Struktur von Arganöl (R^{1}, R^{2} und R^{3} sind langkettige Alkyl- oder Alkenylreste mit einer meist ungeraden Anzahl von Kohlenstoffatomen), der Anteil an Alkylresten beträgt etwa 20 %, der Anteil an Alkenylresten etwa 80 %.

In seiner Fettsäurezusammensetzung schneidet Arganöl im Vergleich zu anderen Ölen eher mittelmäßig ab und ist in etwa vergleichbar mit der Fettsäurezusammensetzung von Erdnussöl. Das Öl enthält 20 % gesättigte Fettsäuren und 80 % ungesättigte Fettsäuren. Auch das Verhältnis von Linol- zu α-Linolensäure ist als eher ungünstig anzusehen (340:1). Als besonders gesundheitsfördernd wird ein Verhältnis von 4:1 oder 5:1 angesehen.
|                | gesättigte Fettsäuren | Öl- säure | Linol- säure | Linolen- säure | Verhältnis Linol- zu Linolensäure |
| -------------- | --------------------- | --------- | ------------ | -------------- | --------------------------------- |
| Arganöl        | 0020 %                | 45 %      | 34 %         | 00,1 %         | 0,340:1                           |
| Erdnussöl      | 0018 %                | 55 %      | 25 %         | 00,1 %         | 0,250:1                           |
| Sonnenblumenöl | 0011 %                | 20 %      | 63 %         | 00,5 %         | 0,126:1                           |
| Olivenöl       | 0014 %                | 70 %      | 08 %         | 00,9 %         | 008,9:1                           |
| Rapsöl         | 0006,6 %              | 58 %      | 20 %         | 10 %           | 000,2:1                           |

Die Zusammensetzung besteht aus 42–55 % Ölsäure, 12–18 % Palmitinsäure, 2–7 % Stearinsäure, 30–34 % Linolsäure, die Iodzahl beträgt 92–102, die Verseifungszahl ist 189–195 und die Dichte ist {\displaystyle d_{15}^{15}} = 0,9060–0,9190.

### Tocopherole
In Werbeaussagen wird oft der hohe Gehalt an Tocopherolen herausgestellt. Der tatsächliche Gehalt dieser Vitamin-E-aktiven Substanzen rangiert mit ca. 600 mg/kg eher im durchschnittlichen Bereich. Rapsöl hat einen vergleichbaren Gehalt, Weizenkeimöl besitzt einen deutlich höheren Gehalt an Tocopherolen. Gamma-Tocopherol macht etwa 80 % des Gesamtgehaltes aus.

### Phytosterine
Phytosterine sind pflanzliche Sterine, die im menschlichen Organismus die Bildung von Cholesterin reduzieren können. Der durchschnittliche Gehalt an Phytosterinen liegt bei Arganöl zwischen 1,3 und 2 g/kg. Bei anderen haushaltsüblichen Speiseölen liegt der durchschnittliche Gehalt zwischen 2 und 4 g/kg; Sanddornöl weist sogar über 10 g/kg auf.

## Verwendung

### Küche
Als Speiseöl eignet sich Arganöl zum Eintauchen von Brot, in Couscous, Salaten und ähnlichen Gerichten. Amlou, eine dicke braune Paste mit einer ähnlichen Konsistenz wie Erdnussbutter, wird durch Mahlen von gerösteten Mandeln und Arganöl, vermischt mit etwas Honig, hergestellt und auch als Brotdip verwendet.
Es wurden verschiedene Behauptungen bezüglich positiver Auswirkungen auf die Gesundheit durch den Verzehr von Arganöl gemacht. Forscher haben herausgefunden, dass die tägliche Einnahme von Arganöl im Essen wahrscheinlich ein Faktor zu sein scheint, der verschiedene Krebsarten verhindern und sich bei Herz-Kreislauf-Erkrankungen und Adipositas positiv auswirken soll. Die ungesättigten Fettsäuren stärken die Darmschleimhaut und machen sie widerstandsfähiger und unempfindlicher gegen Erkrankungen.
Im Jahr 2005 wurden die Ergebnisse einer Ernährungsinterventionsstudie veröffentlicht, bei der Freiwillige entweder Arganöl oder tierische Fette wie Butter in der Zubereitung ihrer Speisen verwendeten. Es zeigte sich, dass eine regelmäßige Zufuhr von Arganöl statt Butter Cholesterin und Triglyceride im Blut senken kann, ganz ähnlich wie bei Olivenöl und anderen Pflanzenölen.

### Kosmetik
Marokkaner nutzen das ungeröstete Arganöl um Hautkrankheiten zu behandeln und verwenden es zur Schönheitspflege von Haut und Haar. Die feuchtigkeitsspendenden und entzündungshemmenden Eigenschaften tragen dazu bei, dass schuppige, trockene und zu Irritationen neigende Haut beruhigt wird. Es kann bei Akne, Abschuppung der Haut und bei Verbrennungen lindernd wirken und zudem noch bei Rheuma eingesetzt werden.
Aus ungerösteten Samen hergestelltes Arganöl ist seit den 1980er-Jahren auch in der internationalen Kosmetikindustrie populär geworden. Die Zahl der Körperpflegeprodukte mit Arganöl auf dem US-Markt stieg von 2 im Jahr 2007 bis über 100 im Jahre 2011 an.
Die steigende Beliebtheit von Arganöl veranlasste die marokkanische Regierung, eine Steigerung der Produktion mit dem Ziel zu planen, bis 2020 die jährliche Ausbeute von etwa 2500 auf 4000 Tonnen zu erhöhen.

## Kritik an der Vermarktung
Die Schweizerische Gesellschaft für Ernährung (SGE) kritisiert die unkritische Anpreisung:

„[…] In letzter Zeit wird […] intensiv für Arganöl geworben. In Zeitschriften und im Internet wird es als viel wertvoller als andere Öle angepriesen. Es soll kosmetische, medizinische und nahrungsergänzende Eigenschaften besitzen.
Begründet wird all dies durch die «besondere Zusammensetzung» von Arganöl. Es bestehe zu über 80 % aus ungesättigten Fettsäuren – eine Trivialität, denn dies trifft praktisch auf alle pflanzlichen Öle zu. Ferner sei der Anteil an Linol- und Ölsäure wesentlich höher als in Olivenöl. Arganöl enthält rund 36 % Linolsäure, Olivenöl rund 10 %. Soweit stimmt die Aussage also. Bei der Ölsäure wird hingegen stark übertrieben, wenn nicht sogar bewusst geschummelt. Arganöl enthält 45 %, das viel billigere Olivenöl indes 71 % Ölsäure, also einen deutlich höheren Anteil dieser gesunden, einfach ungesättigten Fettsäuren.
Für eine umfassende ernährungsphysiologische Beurteilung eines Öles reichen diese Angaben aber nicht aus. Insbesondere die mehrfach ungesättigten Fettsäuren müssen genauer unter die Lupe genommen werden. Da schneidet Arganöl überhaupt nicht optimal ab. Es enthält einen erheblichen Überschuss an Linolsäure und entsprechend einen zu geringen Anteil an Alpha-Linolensäure.
Weitere Anpreisungen zum Arganöl beziehen sich auf den angeblich unvergleichlich hohen Gehalt an antioxidativ wirksamen Substanzen. Die aufgeführten Zahlen mögen zwar stimmen, doch werden sie bewusst irreführend verglichen. Der Vitamin-E-Gehalt von Arganöl (620 mg/kg) wird z. B. jenem von Olivenöl (320 mg/kg) statt dem von Weizenkeimöl (1950 mg/kg) gegenübergestellt. Ein anderes Beispiel: Der Flavonoidgehalt wird mit 56 mg/kg angegeben. Dass Rotwein pro Deziliter bereits mehrere Hundert Milligramm enthält, wird natürlich nicht erwähnt.
Arganöl ist nicht wertvoller als andere pflanzliche Öle. Viele Anpreisungen sind falsch oder irreführend und täuschend. Seinen horrenden Preis von rund Fr. 100.– pro Liter ist es zumindest aus gesundheitlichen Gründen nicht wert.“

## Film
- Arganöl, Marokkos weißes Gold. Dokumentarfilm, Deutschland, 2008, 42:30 Min., Buch und Regie: Roberto Lugones, Produktion: MedienKontor FFP, GEO, arte, Reihe: 360° Geo-Reportage, Erstsendung: 30. Oktober 2008 bei arte.